# یوریس سایناتی
یوریس صنعتی (انگلیسی: Joris Sainati؛ زادهٔ ۲۵ سپتامبر ۱۹۸۸) بازیکن فوتبال اهل فرانسه است.
از باشگاه‌هایی که در آن بازی کرده‌است می‌توان به باشگاه فوتبال لوریان و باشگاه فوتبال آژاکسیو اشاره کرد.